# Domaine de chasse de Mangai
Le domaine de chasse de Mangai est un domaine de chasse de la république démocratique du Congo, situé au Bandundu. Le domaine est créé en 1944 et superficie est approximativement 1 176 800 ha. Ces espèces principales sont les hippopotames, les chimpanzés nains ou bonobos,.
Mangai est devenue ville Urbaine à deux communes Isabo et Menki elle se situe au bord de la rivière Kasai à 15 Kilomètres de la mission catholique Ipamu et à 47 Kilomètres de Dibaya Lubwe elle fut une cité de sept quartiers qui sont: Noki-Noki, Moke, Isabo, Café I et II, Campus, Nsele et Alungu y compris les trois quartiers de Mangai II qui sont Menki, Midima et Owongo.